# KVVK Bassevelde
KVVK Bassevelde of KVV Klauwaarts Bassevelde is een voetbalclub in Bassevelde in Oost-Vlaanderen.   
De thuisbasis is in: Beekstraat 68A 9968 Bassevelde.                                                                                                     
| Ploegen       |
| ------------- |
| U7            |
| U8            |
| U9A           |
| U9B           |
| U10           |
| U12           |
| U13           |
| U15           |
| U17           |
| Eerste elftal |

## U13 Cup
Jaarlijks wordt er ook het internationaal tornooi "U13 Cup" georganiseerd, dat is een tornooi voor jonge spelers van de U13 (onder 13 jaar) met (inter)nationale topclubs. 
Het tornooi wordt georganiseerd door "U13Cup" op de terreinen  van Bassevelde, dit tornooi heeft niks te maken met de club uit Bassevelde  alleen worden hun terreinen afgehuurd.
Voor dank om de terreinen te huren mag Bassevelde wel komen met een ploeg die op het toernooi "Selectie U13 Cup" gaat heten, hiervan is er een deel van de U13 van Bassevelde en de andere helft zijn gescoute spelers van een paar topclubs uit de buurt.